# Sumpdaggmask
Sumpdaggmask (Eiseniella tetraedra) är en ringmaskart som först beskrevs av Savigny 1826.  Sumpdaggmask ingår i släktet Eiseniella och familjen daggmaskar. Arten är reproducerande i Sverige. Inga underarter finns listade i Catalogue of Life.